# Pędnik cykloidalny

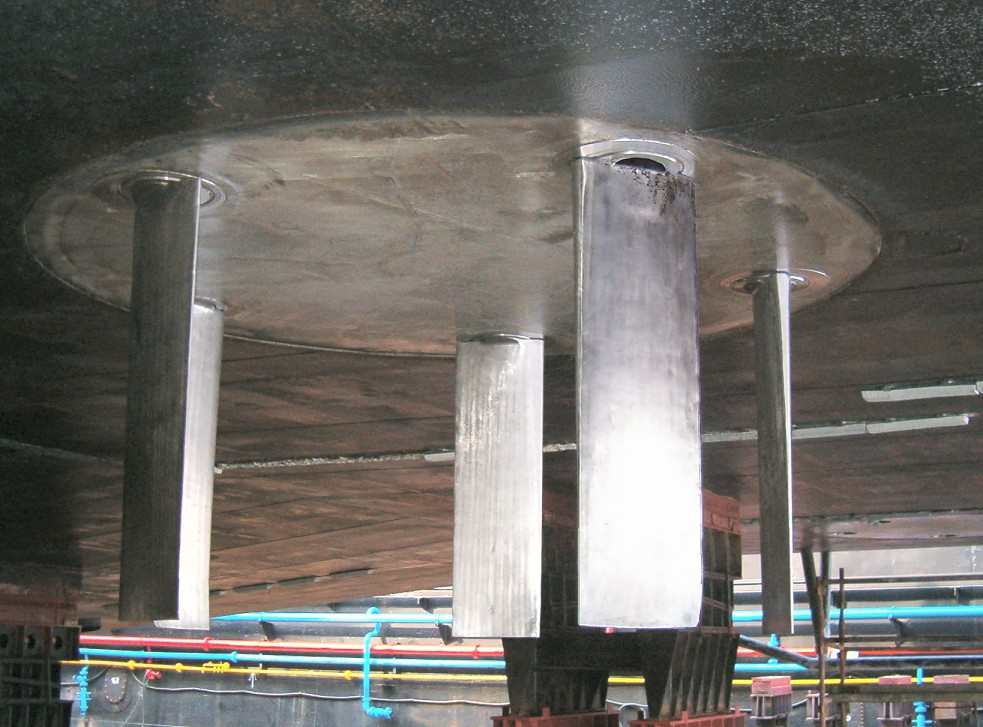
Pędnik cykloidalny

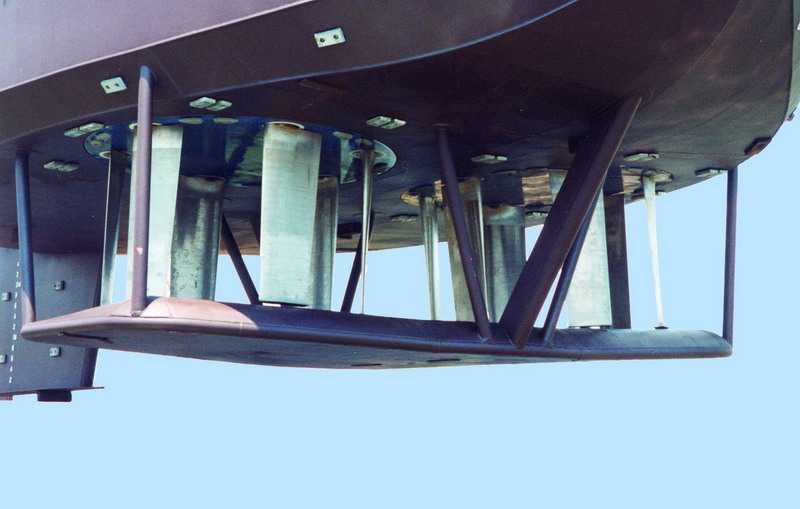
Dwa pędniki VSP pod kadłubem holownika

Pędnik cykloidalny – pędnik okrętowy z pionową lub nieznacznie odchyloną od pionu osią ruchu. Jego zasada działania jest zbliżona do działania koła łopatkowego: łopatki pędnika są obrotowe i   sterowane są za pomocą mimośrodu, ale w odróżnieniu od koła łopatkowego są stale zanurzone w wodzie, a sam pędnik cykloidalny służy jako ster.
Pierwsze pędniki cykloidalne typu Kirstena-Boeninga powstały w 1925 roku, jednak większą popularność, ze względu na większą sprawność, zdobyły pędniki typu Voitha-Schneidera z 1930 roku i z niewielkimi zmianami konstrukcyjnymi stosowane są także współcześnie pod nazwą VSP (Voith Schneider propeller). 
Pędniki cykloidalne znajdują zastosowanie na statkach rzecznych, holownikach portowych i innych jednostkach pływających, od których wymaga się dużej zdolności manewrowej, np. żurawie pływające.
Niski poziom hałasu jest przyczyną stosowania pędnika w trałowcach minowych.

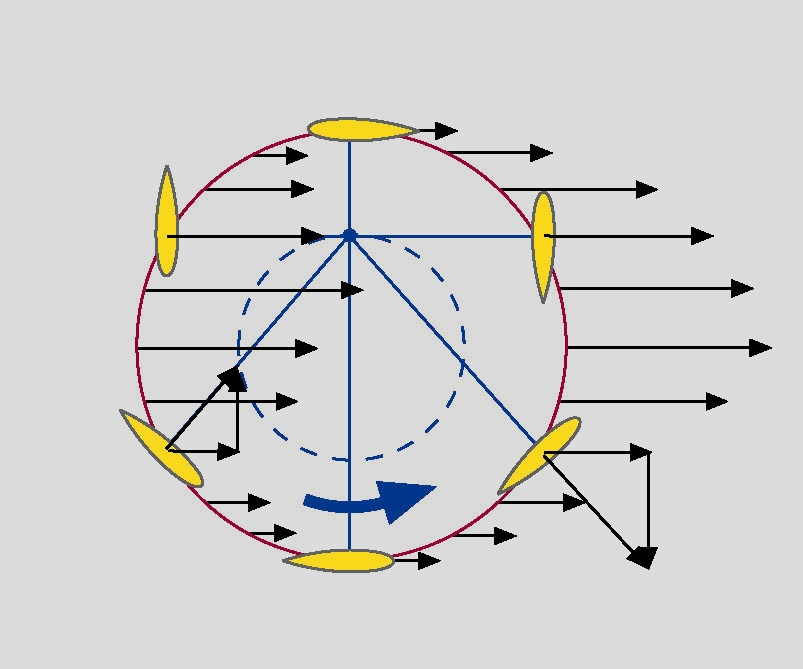
Wektory siły wytwarzane w czasie obrotu pędnika (schemat działania)
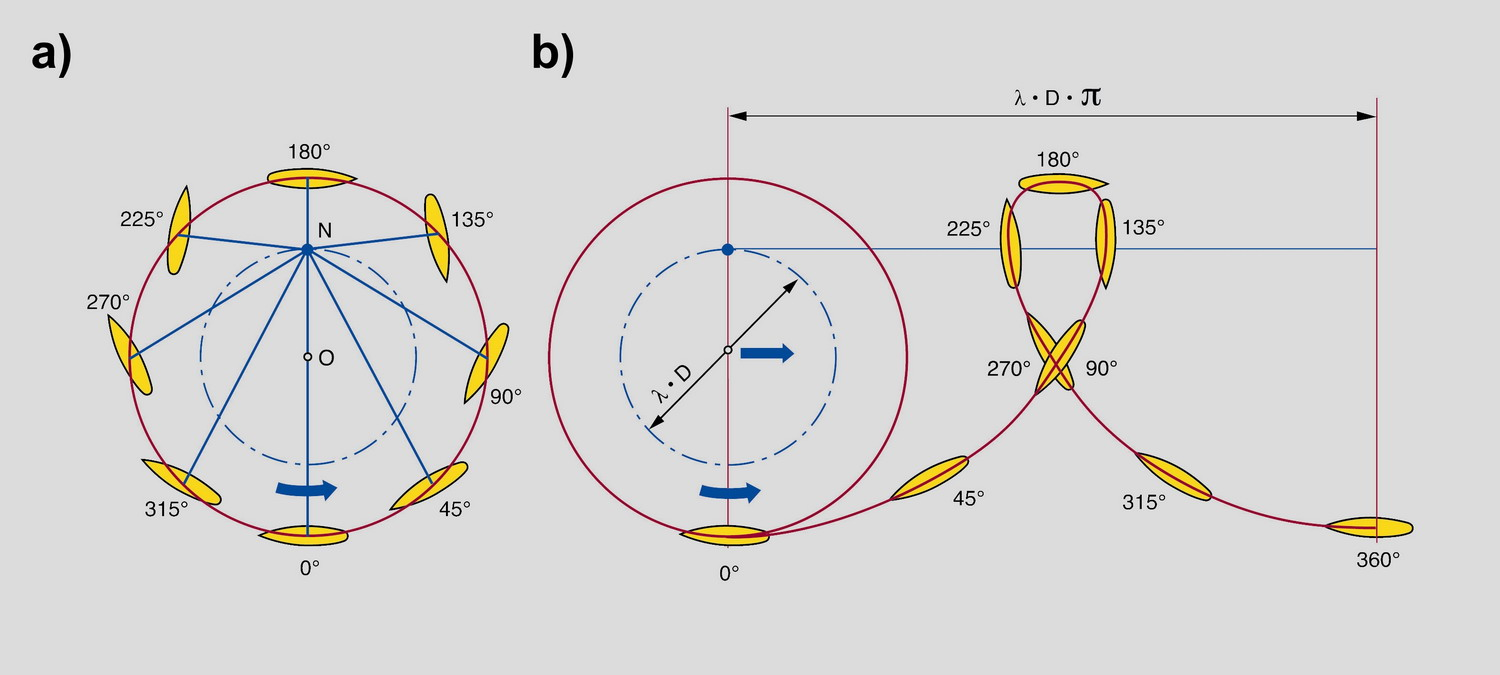
Mimośrodowy system sterowania kątem pracy łopat pędnika